# 데이브 헤이우드
데이브 헤이우드(David Wesley Haywood, 1982년 7월 5일 ~ )는 미국의 컨트리 음악가이며, 싱어송라이터이다. 그는 레이디 A 세 멤버 중의 하나이며, 기타, 피아노, 만돌린 연주등을 하고 백그라운드 보컬도 한다.